# Maria Isabel Barreno
Maria Isabel Barreno (* 10. Juli 1939 in Lissabon; † 3. September 2016 ebendort) war eine portugiesische Schriftstellerin und Feministin.
Sie studierte Geschichte und Philosophie an der Literaturwissenschaftlichen Fakultät der Universität Lissabon und wurde in Portugal durch den zusammen mit Maria Velho da Costa und Maria Teresa Horta verfassten feministischen Briefroman Neue Portugiesische Briefe bekannt. Nach dem Studium war sie mehrere Jahre am Nationalen Institut für Industrieforschung tätig. Später arbeitete sie als Journalistin und war von 1990 bis 1993 Chefredakteurin der portugiesischen Ausgabe der Zeitschrift Marie Claire. Von 1997 bis 2003 war sie in der Kulturabteilung der Portugiesischen Botschaft in Paris verantwortlich für den Portugiesisch-Unterricht in Frankreich.
Als Schriftstellerin beschäftigte sie sich in ihrem großen Werk philosophischer Fiktion A Morte da Mãe, aber auch in soziologischen Studien immer wieder mit der Situation der Frau in der Gesellschaft. Maria Isabel Barrenos literarisches Werk ist aber ausgesprochen vielfältig. Es umfasst zehn Romane ganz unterschiedlicher Art: Von A Morte da Mãe bis zu historischen Romanen wie Crónica do Tempo und O Senhor das Ilhas (dt. Der Herr der Inseln), verschiedene Erzählbände, philosophische Essay und soziologische Abhandlungen.
Barreno erhielt diverse Literaturpreise in Portugal, so den Premio Fernando Namora und den Premio Camilo Castelo Branco sowie 2004 den Orden Dom Infante Henrique durch den portugiesischen Staat. Sie kann insgesamt rund 24 Publikationen vorweisen.

## Werke (Auswahl)
- Neue Portugiesische Briefe, Briefroman, (1971, dt. 1976)
- Die Nonne und der Mörder und andere (über)sinnliche Geschichten, Erzählungen, (1993, dt. 1999)
- Letras Portuguesas, Portugiesische Autorinnen und Autoren der Gegenwart:Maria Isabel Barreno. Hrsg. von José Jorge Letria, (1997),  zweisprachige Ausgabe
- Der Tugendkreis, Erzählungen, (1998)
- Der Herr der Inseln, Roman, (1994, dt. 2005)